# Mất tháng 5 năm 2011
Dưới đây là danh sách những cái chết đáng chú ý trong tháng 5 năm 2011.

## Tháng 5 năm 2011

### 31
- Pauline Betz, 91, vận động viên quần vợt người Mỹ.  Lưu trữ ngày 4 tháng 6 năm 2012 tại archive.today

### 30
- Rosalyn Sussman Yalow, 89, người đoạt giải Nobel người Mỹ.

### 29
- Sergei Bagapsh, 62, chính trị gia Abkhazia, Tổng thống (từ 2005), biến chứng sau phẫu thuật.
- Wally Jay, 93, võ sư người Mỹ, sáng lập Small Circle JuJitsu, bệnh kéo dài.

### 28
- Alys Robi, 88, ca sĩ Canadia. [liên kết hỏng]

### 27
- Gil Scott-Heron, 62, nhà thơ, nhạc sĩ, tác gia người Mỹ.

### 26
- Tyler Simpson, 25, cầu thủ bóng đá Australia.

### 25
- Leonora Carrington, 94, họa sĩ-tiểu thuyết gia Mexico.

### 24
- Hakim Ali Zardari, 81, chính trị gia Pakistan, cha của Asif Ali Zardari, bệnh kéo dài.  Lưu trữ ngày 23 tháng 7 năm 2011 tại Wayback Machine

### 23
- Nguyễn Tích Đức, 73, Giám mục Việt Nam.

### 22
- Joseph Brooks, 73, nhạc sĩ đạt giải Grammy người Mỹ ("You Light Up My Life"), tự sát.

### 21
- John Delaney, 42, doanh nhân Ireland (Intrade).
- Bill Hunter, 71, diễn viên Australia (Muriel's Wedding), ung thư gan.

### 20
- Donald Krim, 65, doanh nhân Mỹ, chủ tịch Kino International, ung thư. [liên kết hỏng]
- Randy Savage, 58, đô vật chuyên nghiệp Mỹ.

### 19
- Don H. Barden, 67, doanh nhân Mỹ, ung thư phổi.
- Garret FitzGerald, 85, chính trị gia Ireland, Taoiseach (1981–1982; 1982–1987) và Bộ trưởng Ngoại giao (1973–1977), sau khi bệnh ngắn.
- Vladimir Ryzhkin, 80, cầu thủ giành huy chương vàng Olympic (1956) người Nga.

### 18
- John Fortino, 76, doanh nhân Canada sinh tại Italia, ung thư.  Lưu trữ ngày 7 tháng 9 năm 2011 tại Wayback Machine
- Frank L. Lacy, 87, nhạc công guitar blues và jazz Mỹ.  Lưu trữ ngày 16 tháng 7 năm 2012 tại archive.today
- Frank Upton, 76, cầu thủ Anh (Derby County, Chelsea).  Lưu trữ ngày 4 tháng 4 năm 2012 tại Wayback Machine

### 17
- Sean Dunphy, 73, nghệ sĩ Ireland.  Lưu trữ ngày 27 tháng 5 năm 2011 tại Wayback Machine
- Joseph Galibardy, 96, VĐV khúc côn cầu giành huy chương vàng Olympic (1936) người Ấn Độ.  Lưu trữ ngày 26 tháng 5 năm 2011 tại Wayback Machine
- James M. Hewgley, Jr., 94, chính trị gia Mỹ.
- Harmon Killebrew, 74, cầu thủ bóng chày Mỹ (Minnesota Twins), ung thư thực quản.
- Gregory Lewis, 57, nhà báo Mỹ (Miami Sun-Sentinel), ung thư.

### 16
- Douglas Blubaugh, 76, VĐV đạt huy chương vàng Olympic (1960) người Mỹ, tai nạn giao thông.  Lưu trữ ngày 23 tháng 5 năm 2011 tại Wayback Machine
- Bob Davis, 82, cầu thủ bóng đá kiểu Úc (Australian rules football) người Úc.
- Edward Hardwicke, 78, diễn viên Anh (Sherlock Holmes), con Cedric Hardwicke.
- Kiyoshi Kodama, 77, diễn viên Nhật, ung thư dạ dày.  Lưu trữ ngày 3 tháng 3 năm 2016 tại Wayback Machine (tiếng Nhật)
- Bill Skiles, 79, nghệ sĩ hài Mỹ (Skiles and Henderson), ung thư thận.

### 15
- Maico Buncio, 22, tay đua moto Philipines, tai nạn đường đua.
- John Feikens, 93, thẩm phán liên bang Mỹ, sau khi bệnh.
- Bob Flanigan, 84, ca sĩ Mỹ (The Four Freshmen).
- M-Bone, 22, rapper và vũ công Mỹ (Cali Swag District), bị bắn.
- Barbara Stuart, 76, diễn viên Mỹ (Gomer Pyle, U.S.M.C.).
- F. Jay Taylor, 87, giảng viên đại học người Mỹ, hiệu trưởng Louisiana Tech University (1962–1987).  Lưu trữ ngày 18 tháng 11 năm 2014 tại Wayback Machine
- Mahendra Singh Tikait, 76, lãnh đạo hiệp hội trồng trọt Ấn Độ, ung thư xương.
- Samuel Wanjiru, 24, VĐV marathon Kenya, huy chương Olympic (2008), rơi từ ban công.

### 14
- Ferial Alibali, 78, diễn viên Albani.
- Murray Handwerker, 89, doanh nhân Mỹ (Nathan's Famous).
- Birgitta Trotzig, 81, tác gia Thụy Điển.
- Joseph Wershba, 90, phóng viên và nhà sản xuất truyền hình người Mỹ.

### 13
- Derek Boogaard, 28, VĐV khúc côn cầu Canada (Wild, Rangers).  Lưu trữ ngày 18 tháng 6 năm 2011 tại Wayback Machine
- Bernard Greenhouse, 95, nhạc công cello.
- Mel Queen, 69, cầu thủ bóng chày (Reds, Angels) và người quản lý (Blue Jays) Mỹ.

### 12
- Mose Jefferson, 68, doanh nhân Mỹ, ung thư.
- Lloyd Knibb, 80, nhạc công trống Jamaica (The Skatalites), bệnh.  Lưu trữ ngày 17 tháng 7 năm 2011 tại Wayback Machine

### 11
- Albert Kanene Obiefuna, 81, Giám mục Thiên chúa giáo La Mã Nigeria, tổng Giám mục Onitsha (1995–2003).
- Robert Traylor, 34, cầu thủ bóng rổ Mỹ (Bucks, Cavaliers, Hornets), nghi ngờ là nhồi máu cơ tim.  (thi thể được tìm thấy vào ngày này)

### 10
- Zim Ngqawana, 51, nghệ sĩ saxophone nhạc jazz người Nam Phi.  Lưu trữ ngày 18 tháng 5 năm 2011 tại Wayback Machine
- Burt Reinhardt, 91, nhà truyền thông Mỹ (CNN), đột quỵ.

### 9
- David Cairns, 44, chính trị gia Anh, viêm tụy cấp.
- Dolores Fuller, 88, diễn viên Mỹ (Glen or Glenda).
- Jeff Gralnick, 72, nhà sản xuất tin tức truyền hình Mỹ.
- Lidia Gueiler Tejada, 89, chính trị gia Bolivia, tổng thống (1979–1980), bệnh.  Lưu trữ ngày 2 tháng 9 năm 2011 tại Wayback Machine
- Ivo Pešák, 66, ca sĩ, vũ công Séc.
- Shailendra Kumar Upadhyaya, 82, chính trị gia Nepal, Bộ trưởng Ngoại giao (1986–1990).  Lưu trữ ngày 3 tháng 1 năm 2013 tại archive.today
- Wouter Weylandt, 26, cua-rơ Bỉ, tai nạn trên đường đua.  Lưu trữ ngày 20 tháng 10 năm 2013 tại Wayback Machine

### 8
- Huthaifa al-Batawi, thủ lĩnh al-Qaeda người Iraq, bị bắn.
- Lionel Rose, 62, quán quân boxer thế giới người Australia.
- Carlos Trillo, 68, người viết truyện tranh (Cybersix).  Lưu trữ ngày 13 tháng 5 năm 2011 tại Wayback Machine

### 7
- Seve Ballesteros, 54, golf thủ Tây Ban Nha, ung thư não.  Lưu trữ ngày 10 tháng 7 năm 2011 tại Wayback Machine
- Willard Boyle, 86, nhà vật lý Canada, nhận giải Nobel (2009).  Lưu trữ ngày 27 tháng 5 năm 2012 tại archive.today
- Jack Gordon, 66, thượng nghị sĩ Mississippi (1980-2011), ung thư não.
- Allyson Hennessy, 63, nhà truyền thông Trinidad.
- Eilert Määttä, 75, cầu thủ và đội trưởng khúc côn cầu trên băng Thụy Điển.  (tiếng Thụy Điển)
- Gunter Sachs, 78, nhiếp ảnh gia Đức, tự sát bằng súng.
- Kate Swift, 87, nhà văn Mỹ, ung thư dạ dày.
- John Walker, 67, ca sĩ-nhạc sĩ người Mỹ (The Walker Brothers), ung thư gan.

### 6
- Quazi Nuruzzaman, 86, cựu chiến binh Bangladesh, nguyên nhân tự nhiên.
- Barry Connolly, 72, cầu thủ bóng bầu dục kiểu Australia.  Lưu trữ ngày 17 tháng 5 năm 2011 tại Wayback Machine
- Yoon Ki-Won, 24, cầu thủ bóng đá Hàn Quốc, tự sát.

### 5
- Halit Çelenk, 89, luật gia và nhà hoạt động xã hội Thổ Nhĩ Kỳ, ung thư và suyễn.
- Claude Choules, 110, người Australia sinh tại Anh, cựu chiến binh cuối cùng của Chiến tranh thế giới lần thứ nhất.
- Thomas Compaoré, 23, cầu thủ Burkina Faso, nhồi máu cơ tim. [liên kết hỏng] (tiếng Đức)
- Salomón Hakim, 91, nhà giải phẫu thần kinh, nhà nghiên cứu và nhà phát minh Colombia.  Lưu trữ ngày 6 tháng 5 năm 2011 tại Wayback Machine
- Arthur Laurents, 93, nhà biên kịch người Mỹ (Anastasia, Rope, West Side Story).
- Dougie McCracken, 46, cầu thủ bóng đá Scotland (Ayr United), tự sát. [liên kết hỏng]
- Rolo Puente, 71, diễn viên Argentina, tràn khí phổi.  Lưu trữ ngày 19 tháng 7 năm 2011 tại Wayback Machine

### 4
- Lázaro Blanco, 73, nhiếp ảnh gia Mexico, ung thư.  Lưu trữ ngày 5 tháng 11 năm 2011 tại Wayback Machine
- Jagdish Khebudkar, 77, nhà văn Ấn Độ, nhà viết lời Marathi, suy thận.
- Sammy McCrory, 86, cầu thủ Bắc Ireland.
- Françoise Olivier-Coupeau, 52, chính trị gia Pháp, ung thư.
- Bernard Stasi, 80, chính trị gia Pháp, Alzheimer.
- Shigeo Yaegashi, 78, cầu thủ bóng đá.  (tiếng Nhật)

### 3
- Paul Ackerley, 61, vận động viên và đội trưởng khúc côn cầu New Zealand, ung thư da.
- Jackie Cooper, 88, diễn viên (Skippy, Our Gang, Superman) vàn đạo diễn (M*A*S*H) người Mỹ.
- Patrick Roy, 53, chính trị gia Pháp, ung thư tụy.
- Thanasis Veggos, 83, diễn viên Hy Lạp, tai biến mạch máu não.

### 2
- Leonid Abalkin, 80, nhà kinh tế Nga.
- Osama bin Laden, 54, người Ả Rập Saudi, nhà thành lập Al-Qaeda, tổ chức đứng sau vụ tấn công 11 tháng 9, bị bắn trong chiến dịch quân sự.
- Alexander S. Lazarev, 73, diễn viên Nga.
- Eddie Lewis, 76, cầu thủ bóng đá Anh (Manchester United, West Ham United), ung thư.  Lưu trữ ngày 15 tháng 8 năm 2011 tại Wayback Machine (thông báo về cái chết vào ngày này)
- Ernest Mothle, 69, nhạc sĩ nhạc jazz Nam Phi.  Lưu trữ ngày 5 tháng 5 năm 2011 tại Wayback Machine
- René Emilio Ponce, 64, thủ lĩnh đối lập El Salvador.
- Shigeo Yaegashi, 78, cầu thủ Nhật Bản.

### 1
- Alex, 52, diễn viên, nhà ảo thuật Ấn Độ, sau khi bệnh.
- Spyrydon Babskyi, 52, tổng Giám mục Chính thống giáo Ukraina.  Lưu trữ ngày 14 tháng 3 năm 2012 tại Wayback Machine
- Sir Henry Cooper, 76, vận động viên Olympic quyền Anh người Anh.
- Agustín García-Gasco Vicente, 80, tổng Giám mục Thiên chúa giáo La Mã người Tây Ban Nha, tim ngừng đập.
- Moshe Landau, 99, luật gia Israel.
- Ted Lowe, 90, bình luận viên snooker người Anh.
- Ivan Slavkov, 70, viên chức thể thao Bulgari.  Lưu trữ ngày 27 tháng 7 năm 2011 tại Wayback Machine
- Reynaldo Uy, chính trị gia Philippines, bị bắn.
- J. Ernest Wilkins, Jr., 87, nhà toán học học và khoa học hạt nhân Mỹ.  Lưu trữ ngày 25 tháng 3 năm 2012 tại Wayback Machine